# 暴脹子
暴脹子（英語：inflaton）是假設和迄今仍不明的純量場 (和它的相關粒子)，它可能是造成宇宙非常早期急速暴胀的一种粒子。
依據暴脹理論，暴脹場提供的機制導致在大爆炸之後,宇宙空間從10−35至10−34 秒期間的快速擴脹。
暴脹場的最低能量狀態可能或不可能是零能量狀態，這取決於該場所選擇的潛在能量密度。在擴張時期之前，暴脹場在較高的能量狀態。隨機量子波動引起的相變，憑著暴脹場釋放出它的位能如同物質和輻射，使它維持著最低能量狀態。這種活動引發一種斥力，驅使一部分的宇宙，也就是我們今天所謂可觀測宇宙的膨脹，從近似於10−50 米的半徑在10−35 秒至10−34 秒暴脹至幾乎1米的半徑。
暴脹子這個名稱符合這個場的性質，並且加入了光子和膠子。這個過程是 "暴脹"；這種粒子是"暴脹子"。